# Borovice v Kamenném Újezdě
Borovice v Kamenném Újezdě je památný strom nedaleko Nýřan. Asi dvěstěletá borovice lesní (Pinus sylvestris) roste na malém svahu pod silnici na jižním okraji Kamenného Újezdu v nadmořské výšce 363 m n. m. Je posledním stromem z někdejšího souvislého borového lesa. Ve třech metrech se kmen dělí na dvě hlavní větve, na jižní větvi jsou vidět stopy po vylomení větší větve. Obvod jejího kmene měří 277 cm a koruna o průměru 13 m dosahuje do výšky 15 m (měření 1998). Strom je chráněn od roku 1994 pro svůj vzrůst.